# Тишина-Каптолська
Тишина-Каптолська (хорв. Tišina Kaptolska) — населений пункт у Хорватії, в Сисацько-Мославинській жупанії у складі громади Мартинська Вес.

## Населення
Населення за даними перепису 2011 року становило 259 осіб.
Динаміка чисельності населення поселення:

## Клімат
Середня річна температура становить 11,26 °C, середня максимальна – 25,78 °C, а середня мінімальна – -5,58 °C. Середня річна кількість опадів – 900 мм.
| Клімат поселення                              | Клімат поселення | Клімат поселення | Клімат поселення | Клімат поселення | Клімат поселення | Клімат поселення | Клімат поселення | Клімат поселення | Клімат поселення | Клімат поселення | Клімат поселення | Клімат поселення | Клімат поселення |
| Показник                                      | Січ.             | Лют.             | Бер.             | Квіт.            | Трав.            | Черв.            | Лип.             | Серп.            | Вер.             | Жовт.            | Лист.            | Груд.            |                  |
| Середній максимум, °C                         | 6,50             | 8,52             | 13,04            | 17,52            | 22,76            | 25,78            | 24,51            | 23,68            | 19,86            | 14,80            | 9,36             | 5,08             |                  |
| Середня температура, °C                       | 0,46             | 2,49             | 7,00             | 11,50            | 16,71            | 19,74            | 21,17            | 20,35            | 16,54            | 11,49            | 6,02             | 1,75             |                  |
| Середній мінімум, °C                          | −5,58            | −3,58            | 0,93             | 5,42             | 10,66            | 13,68            | 17,86            | 17,03            | 13,22            | 8,15             | 2,71             | −1,58            |                  |
| Норма опадів, мм                              | 55               | 52               | 60               | 72               | 79               | 91               | 80               | 85               | 82               | 85               | 90               | 69               |                  |
| Середньомісячна швидкість вітру, м/с          | 1.80             | 2.00             | 2.40             | 2.30             | 2.10             | 1.90             | 1.90             | 1.70             | 1.70             | 1.80             | 1.80             | 1.80             |                  |
| Середньомісячна сонячна радіація, кДж/м²·день | 4212             | 6988             | 10734            | 15188            | 19433            | 21541            | 22548            | 19517            | 14471            | 8895             | 4691             | 3447             |                  |
| --------------------------------------------- | ---------------- | ---------------- | ---------------- | ---------------- | ---------------- | ---------------- | ---------------- | ---------------- | ---------------- | ---------------- | ---------------- | ---------------- | ---------------- |
| Джерело:                                      |                  |                  |                  |                  |                  |                  |                  |                  |                  |                  |                  |                  |                  |